# 피터 로퍼드
피터 시드니 어니스트 로퍼드(영어: Peter Sidney Ernest Lawford, 1923년 9월 7일 ~ 1984년 12월 24일)는 잉글랜드 태생의 미국의 배우이다.

## 출연 작품
- JFK 암살: 짐 게리슨 테이프 (1992)
- 행복을 파는 기계 (1983)
- 육체와 영혼 (1981)
- 엔젤스 브리게이드 (1979)
- 고도의 미녀들 (1979)
- 꿈꾸는 낙원 (1978)
- 엘리자베스 테일러 전기 (1975)
- 로즈버드 (1975)
- 엔터테인먼트 (1974)
- 의혹의 그림자 (1972)
- 원 모어 타임 (1970)
- 싸이코 드라마 (1969)
- 행복의 파리에서 (1969)
- 스키두 (1968)
- 애인 관계 (1968)
- 애덤이라 불리는 남자 (1966)
- 빌리 (1965)
- 할로우 (1965)
- 데드 링거 (1964)
- 애드바이즈 앤 컨센트 (1962)
- 워싱턴 정가 (1962)
- 지상 최대의 작전 (1962)
- 페페 (1960)
- 영광의 탈출 (1960)
- 오션스 일레븐 (1960)
- 네버 소 퓨 (1959)
- 평범한 여인의 행복 (1954)
- 캥거루 (1952)
- 로얄 웨딩 (1951)
- 붉은 다뉴브 (1949)
- 작은 아씨들 (1949)
- 외딴 섬에서 당신과 함께 (1948)
- 줄리아 미스비헤이브 (1948)
- 이스터 퍼레이드 (1948)
- 잇 해펀드 인 브룩클린 (1947)
- 굿 뉴스 (1947)
- 내 남동생은 말과 이야기한다 (1947)
- 보스톤에서 온 두 자매 (1946)
- 클루니 브라운 (1946)
- 래시의 아들 (1945)
- 도리안 그레이의 초상 (1945)
- 더 화이트 클리프스 오브 도버 (1944)
- 파킹튼 부인 (1944)
- 콜벳 K-225 (1943)
- 스카이스 더 리미트 (1943)
- 걸 크레이지 (1943)
- 사하라 전차대 (1943)